# Beatrice Sandström
Beatrice Sandström, född 9 augusti 1910 i San Francisco, Kalifornien, död 3 september 1995 i Motala, Sverige, var en överlevare av RMS Titanics förlisning. När hon dog 1995 återstod nio överlevare från katastrofen, och hon var efter Lillian Asplund den siste svenske överlevaren.
Familjen Sandström hade utvandrat till USA 1908, men trivdes inte särskilt bra och de bestämde sig för att återvända till Sverige. Beatrice, modern Agnes och systern Marguerite besökte inför flytten Sverige 1912, och tillbakaresan till USA skulle ske med RMS Titanic. De reste i tredjeklass och delade hytt med familjen Ström. Familjen trivdes bra ombord, och tyckte mycket om maten som serverades.
Efter kollisionen med ett isberg den 14 april väcktes de båda familjerna av en steward. Familjen Ström försvann i den stora folkmassan. Sandströms blev räddade i den överfulla livbåt 13, och modern Agnes sade senare att hade en till person kommit i båten så hade den sjunkit.
Agnes Sandström berättade följande 1962, 50 år efter förlisningen:
| ” | Jag tog mig upp och kom på översta däck. Där var så mycket rep, rep, rep. Så jag satte mig på dem och tänkte; -Nä! nu bryr ja mig inte om'at mer. Sen så var det väl något som drev mig till räddningsbåten. Den första var full, och den andra var också full, så jag kom inte i dem. Och i den tredje då var det den som var betjänt som var i vår hytt, han sa att jag skulle i där. Han hjälpte i oss, och han lagade så att flickorna kom i först, och så hjälpte han mig i. | „ |

Systern Marguerite avled 1963. Modern Agnes levde till 1985 och blev 98 år gammal. Sandström reste 1988 till USA för första gången sedan 1912 för att tillsammans med andra överlevare medverka på ett arrangemang av Titanic Historical Society. Eftersom hon var 1½ år gammal 1912 mindes hon själv ingenting av händelsen, utan hennes mor och syster hade berättat för henne. Sandström medverkade i den svenska dokumentären Emigrantångaren Titanic 1994. Där berättade hon att hon som liten ofta skulle ha sagt att månen faller ner. Det var inget hon kom ihåg själv, men hon trodde att det var en minnesbild av de nödraketer som Titanics besättning sköt upp under förlisningen.